# Новоборисовка (Одесская область)
Новоборисовка (укр. Новоборисівка) — село, относится к Великомихайловскому району Одесской области Украины.
Население по переписи 2001 года составляло 2277 человек. Почтовый индекс — 67121. Телефонный код — 8-04859. Занимает площадь 2,227 км². Код КОАТУУ — 5121683001.
Тут находится железнодорожная станция Весёлый Кут ( бывшая Михельсталь).

## Местный совет
67121, Одесская обл., Великомихайловский р-н, с. Новоборисовка, ул. Ленина, 21

## Известные уроженцы и жители
- Левицкий Василий Иосифович (род. 1917) — советский офицер, участник Великой Отечественной войны, Герой Советского Союза. В 1950-е годы работал бригадиром тракторной бригады в колхозе им. Первого Мая села Новоборисовка.
- Сотниченко Михаил Иванович (1921—1990) — советский офицер, мастер танкового боя. Участник Великой Отечественной войны, Герой Советского Союза. Жил в селе после войны.